# Tenebre e ossa (serie televisiva)
Tenebre e ossa (Shadow and Bone) è una serie televisiva statunitense ideata da Eric Heisserer.
È basata sui romanzi Tenebre e ossa e Sei di Corvi della scrittrice fantasy statunitense Leigh Bardugo.
La serie ha debuttato su Netflix il 23 aprile 2021 ed è stata rinnovata per una seconda stagione, pubblicata il 16 marzo 2023. A novembre dello stesso anno, la serie è stata cancellata.

## Trama
La storia è ambientata in un mondo immaginario fantasy devastato dalla guerra. Il regno di Ravka (che evoca fortemente l'Impero russo) è diviso a metà da una immensa coltre oscura, la cosiddetta "Faglia", nella quale abitano mostri sanguinari; questa rende quasi impossibili i collegamenti tra una metà e l'altra del paese. La Faglia è stata originata secoli addietro dall'Eretico Nero, un potente grisha dotato dei poteri dell'ombra. I grisha sono persone capaci di manipolare ed evocare gli elementi e la materia. Anche se all'inizio della serie essi in Ravka sono ricercati per venire addestrati come membri d'élite dell'esercito e vivono tra gli agi del Piccolo Palazzo, tra il popolo godono ancora di una cattiva fama, soprattutto a causa delle malefatte dell'Eretico Nero. Una profezia vuole che proprio un grisha, chiamato Evocaluce, un giorno distruggerà la Faglia grazie a poteri derivanti dalla luce. Fino all'inizio della serie però non sono mai venuti al mondo grisha con questo potere, mentre invece ne esiste ancora uno con i poteri delle tenebre: Aleksander Kirigan, detto il Generale Nero, che guida la seconda armata di Ravka.
I protagonisti della serie sono i giovani orfani Alina Starkov e Malyen "Mal" Oretsev. Reclutati nell'esercito di Ravka, la loro truppa cerca di attraversare la Faglia a bordo di un veliero, ma vengono attaccati dai mostri, al ché Alina salva se stessa e il suo amico Mal con dei poteri magici legati alla luce, che lei stessa ignorava di avere. Il Generale Nero si convince che ella sia l'Evocaluce e la fa portare al Piccolo Palazzo. Dapprima confusa, riluttante e desiderosa solo di fare ritorno dal suo amico Mal, Alina si lascia col tempo affascinare dal tenebroso Aleksander Kirigan, il quale vuole riparare agli errori del suo avo, l'Eretico Nero, e salvare i grisha dall'odio della gente. La ragazza fugge però dal palazzo, quando Baghra, la sua addestratrice, la avverte che Kirigan è in realtà proprio l'Eretico Nero, sopravvissuto per centinaia di anni, e che il suo vero intento è sfruttare l'Evocaluce per potenziare la propria magia e impossessarsi del potere in Ravka. Ricongiuntasi a Mal, Alina attraversa la foresta e si imbatte in un grande cervo mistico. Subito irrompono Kirigan e i suoi grisha, che catturano i due giovani e ammazzano l'animale. Il generale taglia le corna del cervo e le fonde con le ossa di Alina e le proprie, creando una connessione che gli permette di attingere direttamente al potere dell'Evocaluce. Mentre si consuma un colpo di Stato, Kirigan costringe Alina, assieme ad un gruppo di dignitari di tutto il mondo, a seguirlo su una nave nella Faglia, ove vuole manifestare il suo potere all'umanità. Grazie all'aiuto di Mal, di una grisha pentita, dei tre criminali Kaz, Inej e Jesper e della sua forza d'animo, la ragazza riesce a liberarsi dal controllo di Kirigan e a fuggire con gli altri dalla Faglia, mentre l'Oscuro viene abbandonato alla furia dei mostri. Al finale, Alina e Mal ripartono, con la ragazza che promette di imparare a padroneggiare i suoi poteri e tornare per distruggere la Faglia. Il Generale Nero però, contrariamente a quanto da loro supposto, non è morto.

## Personaggi e interpreti

### Principali
- Alina Starkov, interpretata da Jessie Mei Li:
Un'orfana ed ex cartografa. Scopre di essere un evocaluce, un rarissimo tipo di grisha capace di evocare e controllare la luce. Kaylan Teague interpreta Alina da bambina.
- Malyen "Mal" Oretsev, interpretato da Archie Renaux:
Un orfano cresciuto insieme ad Alina e uno dei tracciatori del Primo Esercito. Cody Molko interpreta Mal da bambino
- Kaz Brekker, interpretato da Freddy Carter:
Il leader dei Corvi.
- Inej Ghafa, interpretata da Amita Suman:
Un membro dei Corvi. Inizialmente lavorava nella casa di piacere "Il Serraglio" ma poi venne comprata da Kaz per le sue doti di spia.
- Jesper Fahey, interpretato da Kit Young:
Un membro dei Corvi, braccio destro di Kaz e abile pistolero.
- Generale Kirigan / Aleksander / L'Oscuro, interpretato da Ben Barnes:
Comandante del Secondo Esercito ed Evocatenebre, un rarissimo tipo di grisha che può evocare e controllare l'oscurità e le ombre, oltre a ciò è un amplificatore umano.
- Baghra, interpretata da Zoë Wanamaker:
L'istruttrice dei Grisha e madre del generale Kirigan. Proprio come il figlio, anche lei è un evocatenebre, oltre ad essere un amplificatore umano.

### Ricorrenti
- Nina Zenik, interpretata da Danielle Galligan, doppiata da Sara Crestini:
Una spaccacuori, una Grisha che può manipolare gli organi interni e le sostanze nel corpo umano. Soldato del Secondo Esercito al servizio del Generale Kirigan che viene catturata dai cacciatori di streghe Fjerdiani. Alla fine riesce a fuggire ed entra nella banda dei corvi.
- Matthias Helvar, interpretato da Calahan Skogman, doppiato da Manuel Meli:
Un Drüskelle (cacciatori di Grisha) dei Fjerdan.
- Genya Safin, interpretata da Daisy Head:
Una plasmaforme, un raro tipo di grisha che può curare e modificare l'aspetto fisico. Diventa la migliore amica di Alina. Ha una relazione romantica con David Kostyk.
- Zoya Nazyalensky, interpretata da Sujaya Dasgupta:
una chiamatempeste, una grisha che può controllare ed evocare l'aria e il vento. All'inizio è avversa ad Alina per le attenzioni che le riserva il generale Kirigan, ma dopo aver visto la crudeltà del Generale, si schiera con lei.
- David Kostyk, interpretato da Luke Pasqualino:
un durast, un grisha che può controllare materiali come metallo, pietra, legno e vetro. Ha una relazione romantica con Genya Safin.
- Nadia, interpretata da Gabrielle Brooks:
Una chiamatempeste e buona amica di Alina.
- L'Apparat, interpretato da Kevin Eldon:
Il consigliere spirituale del re di Ravka.
- Ivan, interpretato da Simon Sears.
- Fedyor, interpretato da Julian Kostov.
- Arken, interpretato da Howard Charles.
- Marie, interpretata da Jasmine Blackborrow.

## Episodi
| Stagione         | Episodi | Pubblicazione |
| ---------------- | ------- | ------------- |
| Prima stagione   | 8       | 2021          |
| Seconda stagione | 8       | 2023          |

## Produzione

### Pre-produzione
A gennaio 2019, è stato annunciato che Netflix aveva dato alla produzione un ordine di serie per una prima stagione composta otto episodi, e che Eric Heisserer sarebbe stato il creatore, lo sceneggiatore e il produttore esecutivo. Il progetto rientra in un accordo tra Netflix, la casa di produzione 21 Laps Entertainment e il produttore esecutivo Shawn Levy.
Il 7 giugno 2021 la serie viene rinnovata per una seconda stagione.
A novembre 2023 la serie viene ufficialmente cancellata da Netflix dopo due stagioni. Anche il progetto per lo spin-off basato sul romanzo Sei di corvi e il suo sequel Il regno corrotto viene accantonato.

### Cast
I provini per il ruolo di Alina sono iniziati nell'aprile 2019. Il 2 ottobre dello stesso anno è stato reso noto che Lee Toland Krieger avrebbe diretto l'episodio pilota con Jessie Mei Li, Ben Barnes, Freddy Carter, Archie Renaux, Amita Suman e Kit Young come protagonisti. Nei mesi seguenti Sujaya Dasgupta, Danielle Galligan, Daisy Head e Simon Sears si sono uniti al cast della serie, così come Calahan Skogman, Zoë Wanamaker, Kevin Eldon, Julian Kostov, Luke Pasqualino, Jasmine Blackborow e Gabrielle Brooks il 18 dicembre 2019. I personaggi di spicco dei libri Nikolai Lantsov e Wylan Van Eck non appariranno nella prima stagione, ma bensì a partire dalla seconda.
Il 13 gennaio 2022, Lewis Tan, Patrick Gibson, Anna Leong Brophy e Jack Wolfe si sono uniti al cast della seconda stagione.

### Riprese

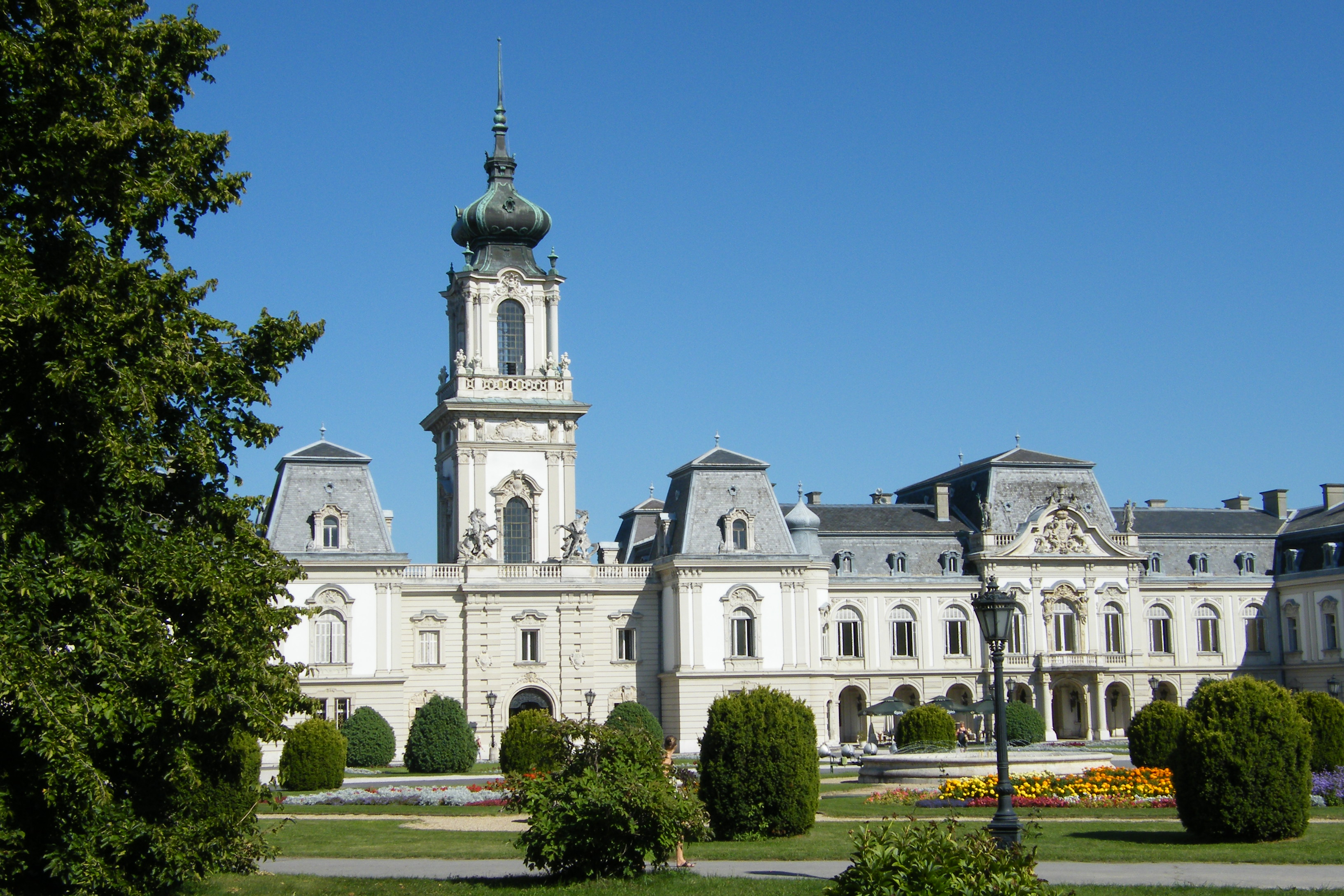
Il castello di Festetics, uno dei set della serie.

Le riprese principali della prima stagione sono iniziate nell'ottobre 2019 e si sono concluse nel febbraio successivo, si sono svolte a Budapest e nelle vicinanze, in Ungheria, e a Vancouver, in Canada. A giugno 2020, Bardugo ha affermato tramite il proprio profilo Twitter che la pandemia di COVID-19 aveva rallentato la post-produzione, rendendo meno certa la data di distribuzione.
Le riprese della seconda stagione sono iniziate a gennaio 2022 e si sono concluse il 6 giugno.

### Linguaggio
David J. Peterson e Christian Thalmann si sono occupati dei linguaggi di fantasia dell'universo Grisha.

## Colonna sonora
Joseph Trapanese è stato assunto per comporre la colonna sonora della serie. Heisserer e Bardugo durante il New York Comic Con, svoltosi nell'ottobre 2020, hanno suonato parte di essa. Il 16 dicembre 2020, il produttore esecutivo Josh Barry ha annunciato che la colonna sonora era stata completata.

## Promozione
Il 17 dicembre 2020 è stato diffuso il primo teaser, mentre il trailer completo è stato pubblicato il 26 febbraio 2021.
Il trailer completo della seconda stagione è uscito il 17 febbraio 2023.

## Distribuzione
La serie, inizialmente prevista per fine 2020, è stata poi pubblicata sulla piattaforma di streaming Netflix il 23 aprile 2021. La seconda stagione ha debuttato il 16 marzo 2023.

## Accoglienza

### Critica
La serie è stata accolta positivamente dalla critica. Sull'aggregatore di recensioni Rotten Tomatoes la prima stagione ottiene l'86% delle recensioni professionali positive, con un voto medio di 7.15 su 10 basato su 63 critiche. Il consenso del sito recita: "dagli splendidi costumi alla creazione di mondi impressionanti, anche se intimidatori, Tenebre e ossa è certamente meticoloso come il suo materiale di partenza, oltre a essere in grado di creare storie inaspettate dando vita a una nuova emozionante avventura sia per i fan sia per i nuovi arrivati." Su Metacritic ha un punteggio di 70 su 100 basato su 17 recensioni, il sito indica "recensioni generalmente positive". Il sito web Movieplayer assegna alla serie 3,5 stelle 5.
La critica ha inoltre elogiato la recitazione, le ambientazioni e gli effetti visivi. Tuttavia, alcune critiche sono state rivolte all'esposizione "eccessivamente confusa" della storia. Nicole Clark di IGN ha scritto che "le trame delle due serie di libri non sempre vengono adattate facilmente"; mentre Molly Freeman di Screen Rant ha elogiato la serie, scrivendo "un dramma fantasy emozionante [..] un altro successo per Netflix.

### Ascolti
La prima stagione di Tenebre e ossa ha registrato 55 milioni di visualizzazioni nei primi 28 giorni.

## Altri media
Il 24 aprile 2021 Netflix ha diffuso online un aftershow intitolato Shadow and Bone – The Afterparty.